# جويل برينكلي
جويل برينكلي (بالإنجليزية: Joel Brinkley)‏ هو كاتب العمود وصحفي أمريكي، ولد في 22 يوليو 1952 في واشنطن العاصمة في الولايات المتحدة، وتوفي بنفس المكان في 11 مارس 2014 بسبب ذات الرئة.